# Židovský hřbitov ve Stodě
Židovský hřbitov ve Stodě se nacházel v jižní části města Stod  v okrese Plzeň-jih za křesťanským hřbitovem v Domažlické ulici a parkovištěm u něj. V místě původního židovského hřbitova je nyní pouze bažantnice.
Byl založen v roce 1906,) předtím byli zdejší Židé pohřbíváni na židovském hřbitově v Pňovanech.
V dubnu 1945 zde bylo v hromadném hrobě pohřbeno 236 (podle jiných zdrojů 241) vězňů, kteří zahynuli během železničního transportu z koncentračního tábora Flossenbürg. Těla byla 6. a 7. září 1945 exhumována a pietně uložena v Háji umučených ve Stodu.
Od roku 1882 byla ve městě také jednopatrová synagoga.